# 伯多禄·波雷库·德里
伯多祿·波雷庫·德里（英語：Peter Poreku Dery；1918年5月10日—2008年3月6日）是天主教加納籍執事級樞機及塔馬利總教區總主教。

## 生平
德里於加納出生。他於1951年2月11日晉鐸。1958年，他在加拿大諾華斯高沙的聖方濟各沙勿略大學獲得社會學文憑。
他於1960年5月8日晉牧，並獲教宗若望二十三世任命為瓦城教區主教。他還出席了第二次梵蒂岡大公會議。他於1974年11月18日改任塔馬利總教區總主教。他於1982年至1988年擔任加納天主教主教團主席。
1994年3月26日，他辭去擔任19年的塔馬利總教區總主教一職，因為他年滿75歲的主教規定退休年齡。教宗本篤十六世於2006年3月24日將他冊封為執事級樞機。
他逝世後獲封為「天主之僕」。